# Tinitus
Tinitus je osjet zvuka u uhu ili glavi bez odgovarajućeg vanjskog podražaja. Zvuk se može očitovati kao zujanje ili šum. Tinitus nije bolest, nego je simptom, kojeg može izazvati velik broj stanja i bolesti (npr. upale uha, strana tijela u uhu), i nuspojava koju izazivaju neki lijekovi (npr. aspirin), no najčešći uzrok tinitusa je prekomjerno izlaganje glasnim zvukovima (poput industrijske buke ili glasne glazbe).
Tinitus može biti prisutan u oba ili samo u jednom uhu. Razlikuje se i frekvencija pojedinih tinitusa. Također tinitus prema vremenu trajanja možemo podijeliti na kontinuirani i periodični.
Dijeli se na subjektivni i objektivni tinitus.

## Liječenje
U travnju 2023., Američka uprava za hranu i lijekove (FDA) odobrila je prvu terapiju za liječenje tinitusa. Radi se o neuromodulatornom uređaju Lenire koji radi na tzv. principu neuralne bimodulacije, odnosno istovremene stimulacije senzornog i auditivnog sustava koja za posljedicu ima desinkronizaciju slušnih neurona u mozgu koji generiraju tinitus što posljedično dovodi do smanjene percepcije šuma.

## Subjektivni tinitus

### Somatski tinitus
Ako se tinitus može modulirati pokretima vilice, vrata i sl., tada se radi o posebnoj vrsti subjektivnog tinitusa, tzv. somatskom tinitusu, i njegovo smanjivanje je moguće liječenjem jednog od dva temeljna uzroka problema – iritacije trigeminalnog živca (drugi je trajni neurosenzorni gubitak sluha).[nedostaje izvor]
Najčešće se radi o uznapredovalom temporomandibularnom poremećaju i/ili bruksizmu. Ljudi s ovom vrstom tinitusa najčešće imaju minimalno oštećenje sluha koje je dovoljno da se zbog neuroplastičnih promjena somatosenzorni sustav ugradi u auditivnu koru velikog mozga i rezultira tinitusom.
Prevalencija ove vrste tinitusa u populaciji ljudi s tinitusom iznosi oko 30%, no nerijetko ostane nezapažen i kao takav se ne liječi što može pogoršati postojeće stanje.
Dakle, liječenje ove vrste tinitusa se, uz neuromodulatorne uređaje, svodi na liječenje uzroka. Najčešće se koriste antikolvuzivi, antidepresivi, mišićni relaksansi (Flexeril), okluzalna udlaga i sl. Pomoći mogu i fizikalna terapija, elektroterapija te psihoterapija.[nedostaje izvor]
U slučaju dijagnosticirane trigeminalne neuralgije ili atipičnog facijalnog bola u prvom redu se koriste karbamazepin, gabapentin i pregabalin.

### Druge vrste subjektivnog tinitusa
Najčešće se radi o tinitusu koji nastaje zbog gubitka sluha. Takav gubitak sluha može biti uzrokovan akustičnim traumama, upalama uha,  Menierovoj bolesti, itd.
Ova se vrsta tinitusa zasada ne može liječiti.

## Objektivni tinitus
U malom broju slučajeva, kliničar može čuti mali zvuk iz bolesnikova uha. Takvo stanje se naziva objektivini tinitus. Taj zvuk može biti posljedica mišićnog grča u srednjem uhu. Pulsirajući tinitus, je u većini slučajeva također objektivan, ako je uzrokavan šumom krvotoka koji nastaje u aterosklerotski promijenjenim ili na neki drugi način promijenjenim krvnim žilama.

## Poznate osobe s tinitusom
- Jeff Beck
- Ludwig van Beethoven
- Louis Tomlinson
- Bono
- Eric Clapton
- Phil Collins
- Charles Darwin
- John Densmore
- Al Di Meola
- The Edge
- Robert Fisk
- César Franck
- Paul Gilbert
- Michael Gira
- Vincent van Gogh
- Charlie Haden
- Ayumi Hamasaki
- James Hetfield
- Eric Johnson
- Guy Kawasaki
- Myles Kennedy
- Anthony Kiedis
- David Letterman
- Gabe Lopez
- Martin Luther
- Roger Miller
- Moby
- Bob Mould
- Craig Nicholls
- Leonard Nimoy
- Tony Randall
- Neal Schon
- William Shatner
- Bedřich Smetana
- Sylvester Stallone
- Jack Straw
- Barbra Streisand
- Pete Townshend
- Thom Yorke
- Carmine Giovinazzo
- Robert Veber

|  | Molimo pročitajte upozorenje o korištenju medicinskih informacija. Ne provodite liječenje bez savjetovanja s liječnikom! |